# Loughman
Loughman es un lugar designado por el censo ubicado en el condado de Polk en el estado estadounidense de Florida. En el Censo de 2010 tenía una población de 2.680 habitantes y una densidad poblacional de 273,17 personas por km².

## Geografía
Loughman se encuentra ubicado en las coordenadas 28°14′16″N 81°34′4″O / 28.23778, -81.56778. Según la Oficina del Censo de los Estados Unidos, Loughman tiene una superficie total de 9.81 km², de la cual 9.01 km² corresponden a tierra firme y (8.13%) 0.8 km² es agua.

## Demografía
Según el censo de 2010, había 2.680 personas residiendo en Loughman. La densidad de población era de 273,17 hab./km². De los 2.680 habitantes, Loughman estaba compuesto por el 77.24% blancos, el 9.66% eran afroamericanos, el 0.82% eran amerindios, el 2.46% eran asiáticos, el 0.15% eran isleños del Pacífico, el 6.94% eran de otras razas y el 2.72% pertenecían a dos o más razas. Del total de la población el 27.35% eran hispanos o latinos de cualquier raza.